# Eugeniusz Jurkowski
Eugeniusz Jurkowski (ur. 26 marca 1897 w Warszawie?, zm. 1945) – polski urzędnik państwowy, działacz społeczny i samorządowy, poseł na Sejm IV (1935–1938) i V (1938–1939) kadencji w II RP.

## Życiorys
Uczył się w gimnazjum w Warszawie, ukończył w 1935 roku Studium Administracji Państwowej i Samorządowej przy Szkole Nauk Politycznych. 
Od 1913 roku brał czynny udział w Wolnych Drużynach Strzeleckich. Od 1914 roku działał w warszawskim skautingu, w latach 1914–1915 był drużynowym. Od 1915 roku służył w Legionach Polskich, od 1916 był członkiem POW. Został aresztowany przez Niemców w lipcu 1917 roku i był więziony w Kaliszu i Havelbergu, skąd zbiegł w styczniu 1918 roku i powrócił do działalności w POW (był dowódcą oddziałów w Ostrowcu, Włocławku i Warszawie). W listopadzie 1918 roku uczestniczył w akcji rozbrajania wojsk niemieckich w Twierdzy Zegrze. Od stycznia 1919 roku służył w Wojsku Polskim, jako kolejno dowódca plutonu w grupie harcerskiej przy 2 Dywizji Piechoty Legionów, następnie został przydzielony do Sekcji Defensywy Dowództwa Frontu Litewsko-Białoruskiego, do oddziałów pozafrontowych (dywersyjnych) przy 2 Dywizji Piechoty, do Sekcji Defensywy Naczelnego Dowództwa.
Był również uczestnikiem III powstania śląskiego w 1921 roku. 
W 1921 roku zorganizował na Pradze Związek Strzelecki i stanął na jego czele. 
Został zwolniony do rezerwy w stopniu chorążego w sierpniu 1923 roku z przydziałem do 36 pułku piechoty Legii Akademickiej (później był wiceprezesem Towarzystwa Przyjaciół tego pułku), w 1926 roku awansowano go na podporucznika rezerwy. 
Od 1925 roku pracował jako urzędnik w Samodzielnym Referacie Informacyjnym Dowództwa Okręgu Korpusu Nr I, od 1930 roku jako referent-asesor w tym referacie – został wyznaczony do zwalczania ruchu komunistycznego w oddziałach garnizonu warszawskiego i modlińskiego. Występował w procesach sądowych członków KPP jako główny świadek oskarżenia. 
Pełnił wiele funkcji społecznych: był prezesem resortowego koła Stowarzyszenia Urzędników Państwowych przy Ministerstwie Spraw Wojskowych, prezesem praskiego Związku Peowiaków i działaczem Związku Rezerwistów. Od 1928 był prezesem Towarzystwa „Koło Prażan”, prezesem Zarządu Głównego Związku Zawodowego Pracowników Kolei Dojazdowych, członkiem samorządowej Rady Dzielnicowej, przewodniczącym grodzkiego Komitetu Pomocy Zimowej Bezrobotnym. 
W wyborach parlamentarnych w 1935 roku został wybrany posłem na Sejm IV kadencji (1935–1938) 15 499 głosami z okręgu nr 6, obejmującego powiat prasko-warszawski. W kadencji tej pracował w komisjach: komunikacji, której był sekretarzem, i wojskowej. W Sejmie IV kadencji był wybrany do komisji specjalnych: do rozważenia projektów ustaw o użyciu broni przez wartowników cywilnych i o zmianie ustawy o pocztach, radiotelegrafach, telegrafach i telefonach w czasie wojny (w styczniu 1936 roku), komisji ds. samorządu stołecznego (w marcu 1936 roku) i komisji ds. samorządu miejskiego (w lutym 1938 roku). 
W wyborach parlamentarnych w 1938 roku został wybrany posłem na Sejm V kadencji (1938–1939) z tego samego okręgu (nr 6). W kadencji tej pracował w komisjach: komunikacji i pracy.
W 1939 roku został wiceprzewodniczącym Okręgu Warszawskiego Obozu Zjednoczenia Narodowego. 
W okresie okupacji niemieckiej działał w ZWZ. Został aresztowany przez gestapo 21 marca 1941 roku, był więziony na Pawiaku, prawdopodobnie od 7 marca 1943 roku przebywał w Auschwitz-Birkenau. Na początku maja 1945 roku przebywał w obozie koncentracyjnym Bergen-Belsen, zaginął podczas ewakuacji obozu. 

## Ordery i odznaczenia
- Krzyż Niepodległości (15 czerwca 1932)[3]
- Order Odrodzenia Polski (1938)
- Złoty Krzyż Zasługi (15 września 1937)[4]
- Srebrny Krzyż Zasługi (9 listopada 1932)[5]

## Upamiętnienie
W głównym holu gmachu Sejmu RP (na I piętrze) przy ulicy Wiejskiej 17 września 2005 roku marszałek Sejmu Włodzimierz Cimoszewicz odsłonił tablicę, na której istnieje napis: „Sejm Rzeczypospolitej oddaje głęboki hołd swoim poprzednikom, posłom II Rzeczypospolitej, którzy oddali życie za Polskę w czasie II wojny światowej. Ich cierpienie i danina krwi nie były daremne, współtworzyły fundament, na którym opiera się niepodległość naszej ojczyzny. Niech pamięć o tym będzie zawsze w nas obecna, gdyż Naród, który traci pamięć, traci sumienie”. Wśród nazwisk posłów znajduje się nazwisko Eugeniusza Jurkowskiego.

## Życie rodzinne
Był synem Stanisława i Stanisławy z domu Pytel. Ożenił się z Apolonią Kwiatkowską, z którą miał dwie córki..